# ادوین نیل
ادوین نیل (انگلیسی: Edwin Neal؛ زادهٔ ۱۲ ژوئیهٔ ۱۹۴۵) هنرپیشه و صدا پیشه اهل ایالات متحده آمریکا است. از فیلم‌هایی که وی در آن نقش داشته است می‌توان به کشتار با اره‌برقی در تگزاس اشاره کرد.